# Andrenosoma fulvicaudum
Andrenosoma fulvicaudum là một loài ruồi trong họ Asilidae. Andrenosoma fulvicaudum được Say miêu tả năm 1823.